# Дьячков, Сергей Германович
Сергей Германович Дьячков (22 июля 1946, Рава-Русская, Львовская область — 31 марта 2021, Тольятти, Самарская область) — советский и  российский социолог, поэт, общественный деятель, участник инвалидного движения.

## Биография
Дьячков Сергей Германович родился в городе Рава-Русская Львовской области 22 июля 1946 года.
Прожил там детство и юность, полные испытаний, определивших его будущую жизнь. Последовавшие за этим годы, отвоеванные у недуга, приковавшего его к постели и коляске, Дьячков посвятил служению долгу, каким он его понимал. Туберкулез и единственная ошибка хирурга разрушили позвоночник Сергея Германовича. Дьячкову, тело которого осталось наполовину парализованным, был чужд комплекс инвалидности. И Дьячков счел своим долгом помогать тем, кто так или иначе оказался зависимым от органов попечения.
Уже будучи обречен на инвалидное кресло, сумел получить высшее образование и плодотворно работал социологом в коллективе АвтоВАЗа на протяжении 24 лет, проживая в г. Тольятти с 1962 года . Впервые в СССР разработал ряд социально значимых программ, организовал телефон доверия. В 1990 г., когда общество охватил порыв обновления, Дьячков Сергей Германович был избран депутатом районного Совета. В 1994 году на результаты его работы ссылался первый Президент России в докладе о положении инвалидов. Дьячков - известный лидер инвалидного движения в России и за её пределами. Его имя занесено в Британскую энциклопедию. В 1994 году Дьячковым С.Г. была создана Общественная организация инвалидов «Фонд Дьячкова», которую он и возглавил.
С 1995 года стал редактором первой в России независимой газеты для инвалидов «Вместе», распространяемой не только по России и СНГ, но и за рубежом. Как приложение к газете осуществляется уникальный выпуск специальной серии брошюр для инвалидов «Твой трудный путь к победе».
Его аналитическая передача «Точка зрения» на волне радио «Эхо Москвы» регулярно выходит в Тольятти с 2004 года, и в 2011 году состоялась  1000-я радиопередача.  Дьячков С.Г. является автором книг прозы и сборников стихов.
Член Союза журналистов России, член Союза российских писателей.
В 2006 году входил в члены политсовета Самарского регионального отделения Российской партии Жизни. После реорганизации партии в новую Справедливую Россию, ранее ратовавший за её создание, отказался от продолжения в ней своего членства.
С 2013 года вёл блог на официальном сайте Тольяттинского местного отделения КПРФ.
Скончался 31 марта 2021 года. Похоронен на Баныкинском кладбище Тольятти.

## Награды и звания
- За высокую жизненную позицию, принципиальность и высокий духовно-нравственный, жизненный и человеческий подвиг, общественную деятельность по защите прав инвалидов, большой вклад в развитие культуры и образования г. Тольятти Дьячкову Сергею Германовичу решением Тольяттинской городской Думы № 743 от 14 мая 2003 года было присвоено звание «Почётный гражданин города Тольятти».[7]